# Puerta cerrada
Puerta cerrada és una pel·lícula argentina dirigida per John Alton i Luis Saslavsky sobre el llibret escrit per aquest últim en col·laboració amb Carlos Aden que es va estrenar l'1 de febrer de 1939 i va tenir com a protagonistes a Sebastián Chiola, Pablo Cumo, Agustín Irusta, Libertad Lamarque, Ángel Magaña, Margarita Padín, Angelina Pagano, Ilde Pirovano i Elvira Quiroga. Va participa a la 9a Mostra Internacional de Cinema de Venècia (1941).

## Argument
Nina Miranda, el personatge de Libertad Lamarque, surt després de passar 20 anys empresonada per un assassinat que ella insisteix que no va cometre i rememora l'època de la seva joventut. Recorda al nuvi que va triar el seu amor (Agustín Irusta) malgrat l'amenaça de les seves ties milionàries (Ilde Pirovano i Angelina Pagano) de desheretar-lo si es casava amb l'artista. El seu vividor germà (Sebastián Chiola), la pressionava perquè continués actuant però el seu nuvi era taxatiu: el teatre o jo, i ella accepta deixar la seva professió. Ja casats, Nina es creu abandonada arran d'un malentès provocat pel seu germà i torna al teatre, on canta el tango, La morocha, fins i tot sabent que pot provocar un escàndol. Hi ha una baralla entre el seu espòs i el seu germà durant la qual aquest últim esgrimeix un revòlver i ella per accident mata al seu espòs i és condemnada perquè no creuen la seva versió. Ja lliure, quan un delinqüent dispara al seu fill (Ángel Magaña), que ignora que és la seva mare, per a robar-lo, ella s'interposa i rep el tret. El seu fill l'alça en braços i ordena que s'obri la porta de la mansió familiar que sempre li va estar tancada i allí mor feliç.

## Repartiment
Van participar del film els següents intèrprets:
- Sebastián Chiola...Antonio
- Pablo Cumo	...PolicIa
- Agustín Irusta	...Raúl
- Libertad Lamarque	...Nina Miranda
- Ángel Magaña	...Daniel
- Margarita Padín	...Adela
- Angelina Pagano	...Rosario Olmos
- Ilde Pirovano	...Josefa Olmos
- Elvira Quiroga
- Marino Seré
- Warly Ceriani...Dr. William
- Héctor Ferraro
- Sebastián Terranova
- Amelia Lamarque
- Lucía Barause...Llevadora
- José A. Paonessa
- Jesús Pampín
- Esther Bence
- Fausto Etchegoin
- Roberto Torres... advocat defensor de Nina Miranda
- Raimundo Pastore

## Producció
Quan encara sonaven en les seves oïdes les xiulades amb els quals el públic havia rebutjat la seva pel·lícula Nace un amor, Luis Saslavsky va rebre un encàrrec d’Atilio Mentasti, qui havia observat la qualitat amb què filmava el director i havia conclòs que si ella fos aplicada a un tema de ressonància popular, podria arribar-se a una esplèndida combinació. Va ser així com Argentina Sono Film li va proposar que realitzés una pel·lícula amb Libertad Lamarque, a qui mai havia vist en cinema. En pocs dies va veure tots els seus films, els va estudiar i es va convèncer que Lamarque era en primer lloc una gran actriu, en segon lloc una gran intèrpret de tangos, en tercer lloc una gran cantant més enllà del tango i, finalment, una personalitat.

## Crítiques
Per Domingo Di Nubila "va ser un dels millors entre els melodrames que van combinar art i entreteniment per a atreure a totes les capes del públic. Va incloure una fina, acolorida i entremaliada pintura d'època, va interessar amb les voltes de la trama, va arrencar llàgrimes en els pics emocionals en què Libertad Lamarque va desplegar tota la potència de la seva comunicatividad i va comptar amb un elenc on Sebastián Chiola i Angelina Pagano van impedir que algunes relliscades folletinesques esdevinguessin caigudes. No va succeir el mateix amb altres figures en passatges còmics caricaturescos. Va seduir també amb les imatges de John Alton, qui amb una fotografia tan bella com funcional per a l'estil i els climes narratius va mostrar la seva maduració com a artista de la llum i la seva complementació amb les inquietuds estètiques de Saslavsky, també servides per l'escenografia de Raúl Soldi, la col·laboració artística d’Ernesto Arancibia, l'assistència d’Enrique Cahen Salaberry, el muntatge de Carlos Rinaldi i la música incidental de Mario Maurano.”